# Irving Lavin
Pour les articles homonymes, voir Lavin (homonymie).
Irving Lavin, né le 14 décembre 1927 et mort le 3 février 2019, est un historien de l'art américain, spécialisé dans l'art de la Renaissance et du baroque italien. Il a notamment publié des études novatrices sur Le Bernin. 

## Éducation et vie professionnelle
Lavin a étudié sous la direction de Horst W. Janson à l'Université Washington de Saint-Louis, où il a obtenu un baccalauréat en 1949. En 1952, il a obtenu sa première maîtrise à l'Université de New York sous la responsabilité de Richard Krautheimer et, en 1953, une deuxième maîtrise à l'Université Harvard. En 1955, il termine son doctorat sous Ernst Kitzinger. De 1959 à 1962, il enseigne l’histoire de l’art au Vassar College, à Poughkeepsie, dans l’État de New York. En 1963, il est nommé professeur associé puis professeur à l'Université de New York. En 1973, il est nommé professeur d'études historiques à l'Institute for Advanced Study de Princeton (New Jersey), succédant à Erwin Panofsky ; il y a travaillé jusqu'à sa retraite en 2001. 
Lavin a principalement écrit sur la Renaissance italienne et l'art baroque, par exemple sur Donatello, Michel-Ange, Pontormo, Jean Bologne, Le Caravage et Gian Lorenzo Bernini, mais également sur Pablo Picasso et Jackson Pollock. Ses études ont porté sur la corrélation entre forme et signification dans les arts visuels. 

## Vie privée
Lavin était marié à l'historienne de l'art Marilyn Aronberg Lavin, qui a publié son Festschrift : Rome Italy Renaissance: Essays Honoring Irving Lavin on His 60th Birthday.

## Publications principales
- Bernini and the Crossing of St. Peter's (1968).
- Bernini and the Unity of the Visual Arts (1980).
- Gianlorenzo Bernini: New Aspects of his Art and Thought: A Commemorative Volume (1986).
- Past-Present: Essays on Historicism in Art from Donatello to Picasso (1993).
- Meaning in the Visual Arts: Views from the Outside: A Centennial Commemoration of Erwin Panofsky (1892-1968) (1995).
- Santa Maria del Fiore: Il Duomo di Firenze e la Vergine Incinta (1999).
- Caravaggio e La Tour: La Luce Occulta di Dio (2000).
- (avec Marilyn Aronberg Lavin), Images from the "Song of Songs" in the Art of Cimabue, Michelangelo, and Rembrandt (2002).
- Visible Spirit: The Art of Gianlorenzo Bernini (2007–09).
- L'Arte della storia dell'arte (2008).
- The Silence of Bernini's David (2018).

## Publication en français
- Bernin et l'art de la satire sociale (1987) -  (ISBN 978-2130398486)